# Aaron Ziercke
Aaron Ziercke (* 1. Februar 1972 in Kaltenkirchen) ist ein deutscher Handballtrainer und ehemaliger Handballspieler.

## Spielerkarriere
In der Jugend begann Aaron Ziercke mit dem Handballspielen bei der Kaltenkirchener Turnerschaft. Danach wechselte er zum Norderstedter SV. Noch in der Jugend ging er zum THW Kiel. Nach einem Jahr im Verein erhielt er in der Bundesligasaison 1990/91 seine ersten Einsätze. Nach insgesamt drei Spielzeiten als Aktiver verließ er 1993 die Kieler und schloss sich dem VfL Bad Schwartau an. Von dort ging er kurze Zeit später zur SG Flensburg-Handewitt. Nach nur einer Spielzeit beim VfL Gummersbach wechselte er zur SG Hameln, wo er zwei Spielzeiten blieb. 1998 ging er dann zu GWD Minden. Sechs Jahre blieb er dem Verein treu, bis er zur SG Achim/Baden in die Handball-Regionalliga wechselte. Ziercke hatte seine Karriere in der Verbandsliga bei der HSG Stemmer/Friedewalde beendet. Ab dem Januar 2014 spielte Ziercke bis zum Saisonende 2013/14 wieder aktiv Handball und lief für den Bezirksligisten HCE Bad Oeynhausen auf.
Für die deutsche Nationalmannschaft hat Ziercke in 24 Spielen 52 Treffer erzielt. Sein größter Erfolg war dabei der 3. Platz bei der Handball-Europameisterschaft 1998 in Italien.

## Trainerkarriere
Ab Juli 2009 war Aaron Ziercke als Trainer der zweiten Mannschaft des GWD Minden tätig, zusätzlich war er von Februar 2012 bis zu seinem Rücktritt im Oktober 2013 als Co-Trainer der Bundesligamannschaft des GWD Minden eingesetzt. Im Oktober 2014 wurde er als Nachfolger des beurlaubten Rastislav Trtík Trainer beim Zweitligisten HC Empor Rostock. Im Sommer 2016 übernahm er den TuS N-Lübbecke, bei dem er im März 2019 entlassen wurde. Ab dem 18. Februar 2020 trainierte Ziercke den Zweitligisten TV Emsdetten, außerdem die lettische Männer-Handballnationalmannschaft. Im Oktober 2020 beendete er seine Trainertätigkeit beim lettischen Verband. Am 7. Januar 2021 trennte sich Emsdetten von ihm. Zur Saison 2021/22 übernahm Ziercke die 2. Mannschaft der Füchse Berlin.
Zur Saison 2023/24 übernahm er das Co-Traineramt beim Zweitligisten GWD Minden. Nachdem sich GWD Minden im Januar 2024 vom Trainer Aðalsteinn Eyjólfsson getrennt hatte, wurde Ziercke zum Trainer befördert. Unter seiner Leitung stieg Minden im Jahr 2025 in die Bundesliga auf.

## Privates
Aaron Ziercke ist Großhandelskaufmann und mit der ehemaligen deutschen Handballnationalspielerin Anika Ziercke geb. Schafferus verheiratet. Mit ihr hat er zwei gemeinsame Kinder. Seine Tochter Mia Ziercke spielt ebenfalls Handball.